# Ville Ilola
Ville Ilola är född 1979 och tävlar i kampsporten ju-jutsu, i viktklassen 94+. Svensk tungviktsmästare 2005.

## Fotnoter
1. ↑  ”Fightermag - Resultat från Ju-Jutsu SM”. Fightermag.se. 18 april 2005. Arkiverad från originalet den 18 april 2013. https://archive.is/20130418075233/http://fightermag.se/nyheter.asp?news_id=3401. Läst 13 april 2008.